# Stephen Moore (escritor)
Stephen Moore (Chicago, Illinois; 16 de febrero de 1960) es un escritor sobre economía y comentarista de televisión de temas económicos estadounidense. Fue cofundador y presidente del Club for Growth (Club para el Crecimiento) de 1999 a 2004. Es miembro de la mesa de redacción de The Wall Street Journal y editor de la National Review.
Moore habitualmente sostiene opiniones en favor de las políticas de libre mercado y de la economía de la oferta, como las promovidas por el Free Enterprise Fund (Fondo de la Libre Empresa), que él fundó. De 1983 a 1987, Moore prestó sus servicios como adjunto en asuntos presupuestarios en la conservadora Fundación Heritage. Moore también fue miembro del Instituto Cato, una institución de pensamiento libertario. Moore fue economista senior del Comité del Congreso de Estados Unidos para asuntos económicos, bajo la presidencia de Dick Armey de Texas. En este cargo fue el diseñador en 1995 de la propuesta de Armey del impuesto a tipo único (flat tax). Esta propuesta todavía se utiliza como modelo en la legislación ideal del impuesto de tipo único. También formó parte del equipo contratado por la asociación Americans For Fair Taxation para crear el impuesto justo.

## Escritos adicionales
En inglés:
- "It's the Reagan Economy, Stupid" con Lawrence Kudlow
- "Supply Tax Cuts and the Truth About the Reagan Economic Record"
- "Untrue at Any Speed"
- "Put Government on a Diet: Pass the Bush Tax Cut"
- "Welfare Reform II"
- "Give Us Your Best, Your Brightest""Show Me the Money! Dividend Payouts after the Bush Tax Cut" con Phil Kerpen